# Prakolczatka górska
Prakolczatka górska (Zaglossus attenboroughi) – gatunek ssaka z rodziny kolczatkowatych (Tachyglossidae). Endemit Nowej Gwinei, krytycznie zagrożony wyginięciem, aż do 2023 roku znany tylko z okazu typowego.

## Taksonomia
Gatunek po raz pierwszy zgodnie z zasadami nazewnictwa binominalnego opisali w 1998 roku australijscy biolodzy – teriolog i paleontolog Tim Flannery oraz antropolog i zoolog Colin P. Groves, nadając mu nazwę Zaglossus attenboroughi. Miejsce typowe to Oost-top, Berg Rara, na wysokości 1600 m, góry Cyclops, Papua, Indonezja. Holotyp to skóra, zęby i fragment rostralnej części czaszki dorosłego osobnika o nieznanej płci, o sygnaturze RMNH 17301 i przechowywanej w Rijksmuseum van Natuurlijke Historie, która została zebrana 4 lipca 1961 roku przez holenderskiego botanika Pietera van Royena.
Niepublikowane analizy w oparciu o dane genetyczne przeprowadzone przez amerykańskiego teriologa Kristofera Helgena nie wydają się wyraźnie potwierdzać rozróżnienia między Z. attenboroughi i Z. bartoni, chociaż jest to nadal przedmiotem badań. Autorzy Illustrated Checklist of the Mammals of the World uznają ten gatunek za monotypowy.

### Etymologia
- Zaglossus: gr. ζα- za- „bardzo”; γλωσσα glōssa „język”[6].
- attenboroughi: Sir David Frederick Attenborough (ur. 1926), angielski dziennikarz telewizyjny, przyrodnik, ekolog[7].

## Zasięg występowania
Prakolczatka górska występuje na północy Nowej Gwinei w górach Cyclops, w północno-wschodniej części prowincji Papui (Indonezja).

## Morfologia
Długość ciała około 30 cm.

## Ekologia
Występuje w tropikalnych, górskich lasach na wysokościach 166–1600 m n.p.m.

## Status zagrożenia i ochrona
W Czerwonej księdze gatunków zagrożonych Międzynarodowej Unii Ochrony Przyrody i Jej Zasobów został zaliczony do kategorii CR (krytycznie zagrożony). Zagrożeniami są kłusownictwo oraz utrata siedlisk wskutek rozwoju rolnictwa. Od roku 1961 nie spotkano żywego osobnika tego gatunku. Wyprawa zorganizowana w 2007 roku w górach Cyclops znalazła jedynie dowody bytności w postaci rozkopanych nor. W listopadzie 2023 telewizja BBC poinformowała, że ekspedycja pod kierownictwem dr. Jamesa Kemptona uchwyciła żywy okaz prakolczatki na zdjęciu z ustawionej w lesie fotopułapki.